# Země Koruny české za vlády Ferdinanda I.
Po bitvě u Moháče, kde zemřel poslední Jagellonec Ludvík Jagellonský, nastoupil na český trůn Ferdinand I. Habsburský, manžel Anny Jagellonské. Ve střední Evropě vzniklo roku 1526 mnohonárodnostní soustátí, jež tvořily dědičné země Habsburků (Horní a Dolní Rakousko, Štýrsko, Korutany, Tyroly a Kraňsko), země Koruny české (Čechy, Morava, Slezsko, Horní a Dolní Lužice) a část Uher. Toto soustátí bývá označováno jako Habsburská monarchie. Habsburkové ovládli velkou část Evropy, neboť bratr Ferdinanda I. byl španělský král a císař Svaté říše římské Karel V.
Země Koruny české prožívaly za vlády Ferdinanda I. (1526–1564) počátek několikasetleté habsburské vlády nad nimi. Ferdinand I. Habsburský chtěl Korunu českou začlenit do nově se utvářející habsburské monarchie, mnohem více se však – zejména v prvních letech své vlády – musel soustředit na sérií válečných střetů s Osmanskou říší. Ferdinandovy zvýšené finanční nároky, spojené s válečnými výdaji, nakonec daly vzniknout opozici českých stavů, která nakonec přerostla roku 1547 v odboj. Král nakonec stavovské povstání potlačil, posílil svou moc zejména na úkor měst a vítězství nad stavy mu také dovolilo pozvolna obnovovat katolické instituce v českých zemích. V náboženské otázce musel být Ferdinand opatrný, nicméně vytrvale se snažil posílit pozice katolicismu, popř. utrakvismu, a snažil se naopak co nejvíce zabránit šíření učení luteránů, novokřtěnců či Jednoty bratrské.
Za Ferdinandovy vlády se Koruna česká nacházela mimo hlavní evropské obchodní stezky a řemesla ve městech díky svazujícím cechům stagnovala. Počínaly se však rozvíjet nové formy hospodaření, zejména rybníkářství. Pozvolna nastával také kulturní rozkvět, z Itálie pronikal do českých zemí humanismus, což se ve výtvarném umění projevilo přechodem od gotiky k renesanci.

## Historie

### Politický vývoj vlády Ferdinanda I.

#### Nástup Ferdinanda I. na trůn (1526–1527)

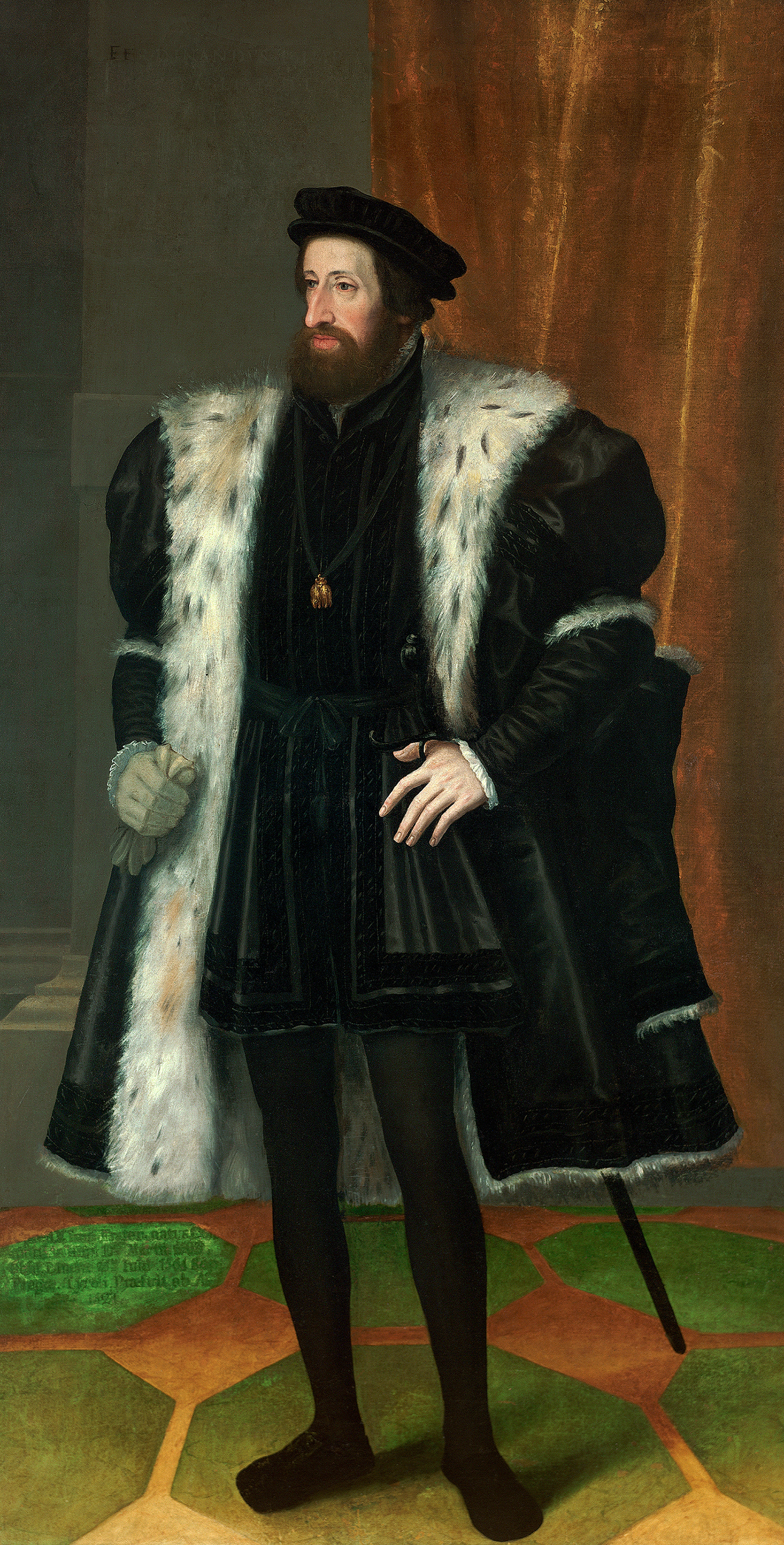
Ferdinand I. Habsburský

Smrtí Ludvíka Jagellonského v bitvě u Moháče 29. srpna 1526 se rozpadla česko-uherská personální unie, a stavy zemí Koruny české musely řešit otázku nástupnictví. Do hry vstupoval především Ferdinand Habsburský, který ve střední Evropě usiloval o vybudování druhého těžiště habsburského panství a snažil se uplatnit svůj dědický nárok na české země, jenž byl dojednán roku 1515 při jeho svatbě s Annou Jagellonskou. Tento nárok vedl k názorovému rozštěpení Koruny české, protože stavy přivtělených zemí se rozhodly Ferdinanda přijmout jako dědice trůnu, avšak české stavy dědické nároky Anny Jagellonské neuznaly a prosadily své právo zvolit si panovníka, v případě úmrtí panovníka bez dědiců.

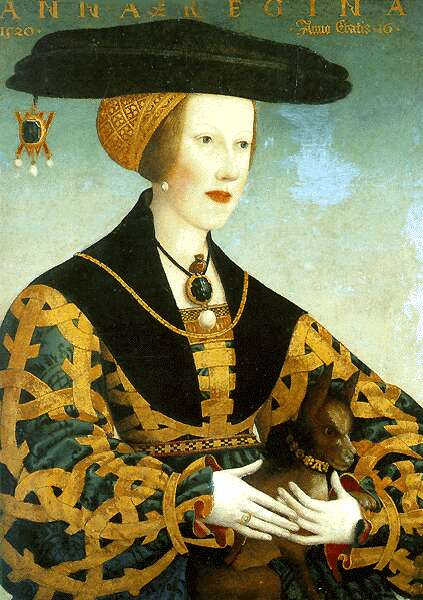
Anna Jagellonská, manželka Ferdinanda Habsburského, který díky jejím dědickým nárokům získal vládu ve vedlejších zemích Koruny české

Ferdinand měl přesto nad ostatními kandidáty na trůn Českého království výraznou převahu, takže když proti němu nakonec 23. října 1526 při volbě stanuli bavorští kandidáti, byl českým králem proklamován Ferdinand. České stavy si na zvoleném kandidátovi ještě vymohly volební kapitulaci (obsahující zejména potvrzení platnosti zemských svobod a privilegií), avšak po své korunovaci 24. února 1527 dosud ústupný Ferdinand změnil strategii.
Již 1. ledna 1527 vydal nový dvorský řád (Hofstaatsordnung), kterým byly zřízeny centrální dvorské úřady, jež byly nadřazeny zemským vládám a úřadům. 25. března 1527 pak byl v Praze zřízena Česká komora, která spravovala majetek a finance českého krále a byla podřízena Dvorské komoře, nikoli stavům. Zároveň nový král vznesl požadavek na stavy, aby mu byly poskytnuty finanční prostředky na válku proti expanzivním Turkům či proti jeho protikandidátovi na uherský trůn Janu Zápolskému. Stavy byly schopny králi odporovat jen chabě, neboť se obávaly nařčení z intrik vůči novému panovníkovi.
Při své cestě po tzv. vedlejších zemích Koruny české (Morava, Slezsko, Horní a Dolní Lužice), během které přijímal holdování zemských stavů, zvolil Ferdinand mírnější postup, neboť v těchto zemích působili agenti Jana Zápolského, kteří se snažili podnítit vůči Ferdinandovi opozici. Ferdinand byl proto donucen k některým ústupkům (zejména v náboženské otázce), avšak své nástupnické právo a požadavek berně na válku v Uhrách neústupně hájil.

### Ferdinandova snaha o zisk Uher (1527–1533)

#### Střet se Zápolským a první turecké obléhání Vídně (1527–1529)
Vybírání válečné daně bylo tedy nakonec zahájeno, její výnos však nebyl tak vysoký, jak si král přál. Zpočátku velmi úspěšná ofenzíva do Uher proti Zápolskému proto záhy kvůli nedostatku peněz skončila. Zápolského se sice z Uher podařilo vyhnat, avšak ten uzavřel spojenectví s Turky a vojenský konflikt tudíž nebyl zdaleka u konce.
Protože podpory ze zahraničí se Ferdinandovi nedostávalo, snažil se od zemských stavů vymoci další válečnou daň, avšak tu od českého sněmu získal jen za cenu vážných ústupků – král se zavázal hájit kompaktáta, nedosazovat cizince do zemských, královských a městských úřadů a zachovávat privilegia. Vůči králi se začala tvořit opozice, která začala obratně využívat Ferdinandovy stále zoufalejší potřeby financí. Přesto nebyl Ferdinand zcela neúspěšný. Získal zpět především mincovní regál a pravomoc nad židy, čímž získal významné finanční zdroje nezávislé na vůli stavů.

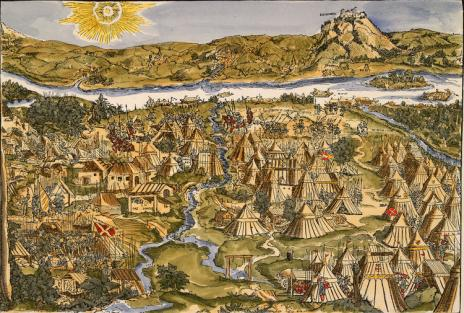
První turecké obléhání Vídně roku 1529

Ferdinandovo úsilí o zisk celých Uher nakonec skutečně vedlo k válce. Král totiž předložil sultánu Sulejmanovi I. požadavek, aby Turci opustili jimi obsazená města, čímž jej vyprovokoval k obrovské ofenzívě. Ferdinand záhy zjistil, že vzájemná solidarita křesťanských zemí je jen prázdným pojmem – podporu nezískal ani u svého bratra, císaře Karla V., a Benátky a Francie se dokonce s Turky spojily, stejně jako uherské stavy, které upřednostnily mír a přijaly zpět Jana Zápolského, který se stal tureckým vazalem. Pomoc nacházel Ferdinand pouze v těch zemích svého panství, které bezprostředně sousedily s Uhrami. Stavy zemí Koruny české považovaly válku s Turky za královu soukromou záležitost, proto odmítly králi poskytnout jak finance, tak i vojenskou zemskou hotovost.
Narychlo svolané a vyzbrojené habsburské vojsko postrádající strategii tak bylo rychle donuceno k ústupu a 21. září 1529 byla obležena Vídeň. Teprve bezprostřední blízkost osmanského vojska českým zemím přiměla tamní sněmy poskytnout králi vojenskou pomoc. Avšak dříve než vojska českých zemí překročila zemské hranice, donutil blížící se podzim a problémy se zásobováním Turky se stáhnout, což Ferdinand demagogicky prohlašoval za „velké vítězství nad Turky“.

#### Ferdinand římským králem a mír s Turky (1529–1533)

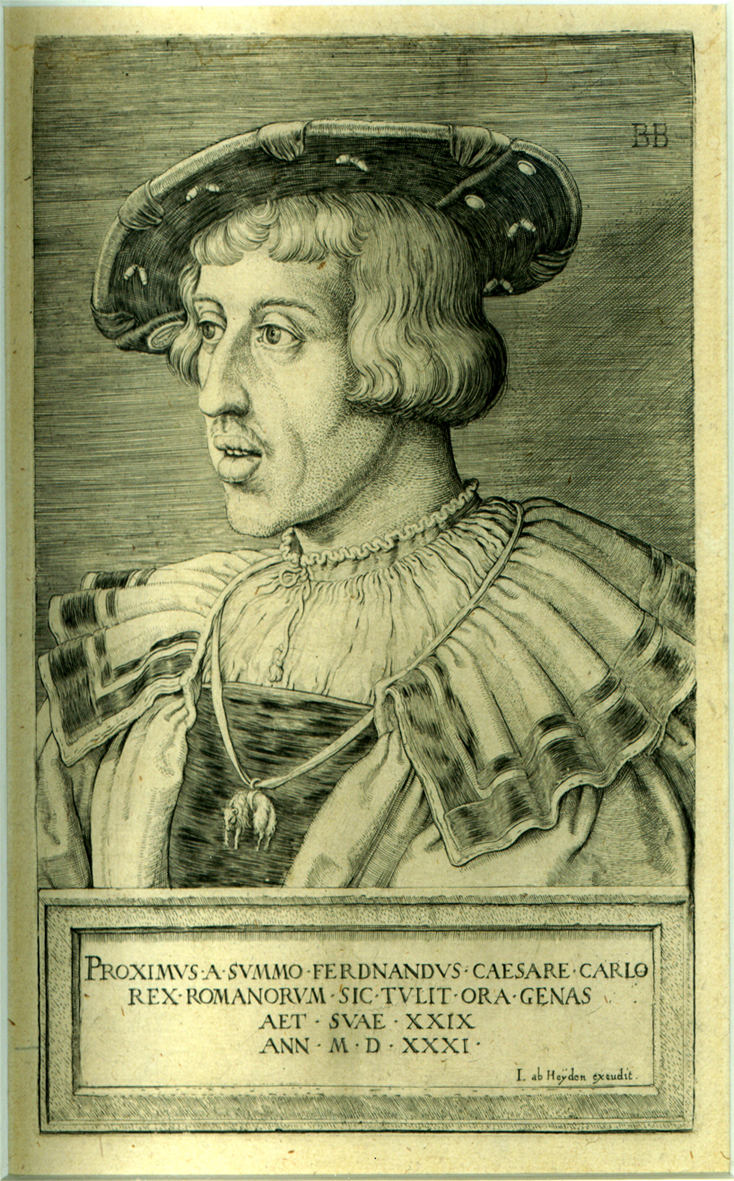
Ferdinand I. Habsburský roku 1531, kdy byl zvolen římským králem

Ferdinand se vzápětí pokusil využít turecké hrozby ke konsolidaci své monarchie, pod záminkou společné obrany proti Turkům. Stavy českých zemí však omezení svých práv při schvalování berně jednoznačně odmítly a naopak připomněly králi, že to byl on, kdo válku rozpoutal. Ferdinandův protiútok proti stavům vedl jen k rezignaci nejvyššího purkrabí Zdeňka Lva z Rožmitálu. Úspěchů tak král dosahoval jen postupně díky trpělivému prosazování loajálních lidí do úřadů a využívání každého zaváhání stavů.
Značně úspěšnější byl Ferdinand v říšské politice. Roku 1530 se setkal s Karlem V., který souhlasil s tím, aby byl Ferdinand zvolen římským králem, což se také stalo následujícího roku, čímž se Ferdinand stal zástupcem císaře v době jeho téměř stálé nepřítomnosti v Říši. Zároveň se však v Říši stále více projevovaly prohlubující se rozpory mezi katolíky a protestanty, a to nejen při augšpurském sněmu roku 1530, ale také vznikem šmalkaldského spolku.
Mezitím v Osmanské říši probíhaly přípravy na mohutné vojenské tažení. Reálné nebezpečí, které z toho českým zemím vyplývalo, přinutilo české a moravské stavy poskytnout králi vojenskou pomoc. K velkému střetu mezi habsburskou (asi 100 tisíc mužů) a tureckou armádou (asi 200–300 tisíc mužů) však roku 1532 nakonec nedošlo a Turci se omezili jen na plenění Štýrska, Krajiny a Chorvatska. Ferdinand nakonec uznal nereálnost svých plánů na získání Uher, a 30. prosince 1532 uzavřel s Janem Zápolským příměří a 23. června 1533 mír s Osmanskou říší. Ferdinand uznal tureckou svrchovanost nad celými Uhrami, sultán však souhlasil s přímou habsburskou vládou v západní části Uher.

### Vznik opozice v českých zemích (1533–1546)

#### Charakteristika opozice
Po uklidnění situace na východní hranici se Ferdinand soustředil na monarchii samotnou, kde jej tížily především dva problémy: partikularismus jednotlivých zemských stavů a dualismus královské a stavovské moci. Zřízení centrálního sněmu zemské stavy odmítly, neboť zemské sněmy by tak ztratily významný politický nástroj, který představovalo povolování vybírat daně. Úspěšnější byl Ferdinand při posilování královské moci v monarchii vytvářením byrokratického aparátu.
Přestože král svou pozici v českých zemích pozvolna posiloval, mohutněla proti němu zároveň i opozice. Stavům se především nelíbilo, že panovník mnohdy jedná proti jejich radám, zazlívaly mu také rozpoutání války v Uhrách a byly znepokojeny, že se král na sněmech zajímá jen o finance a jiné důležité otázky nechává stranou. Stavy však spíše jen pasivně bránily své svobody, chyběla jim vlastní politické koncepce, a byly navíc rozděleny do frakcí (královská města, bratrská šlechta, utrakvistická šlechta aj.), které měly své vlastní zájmy.

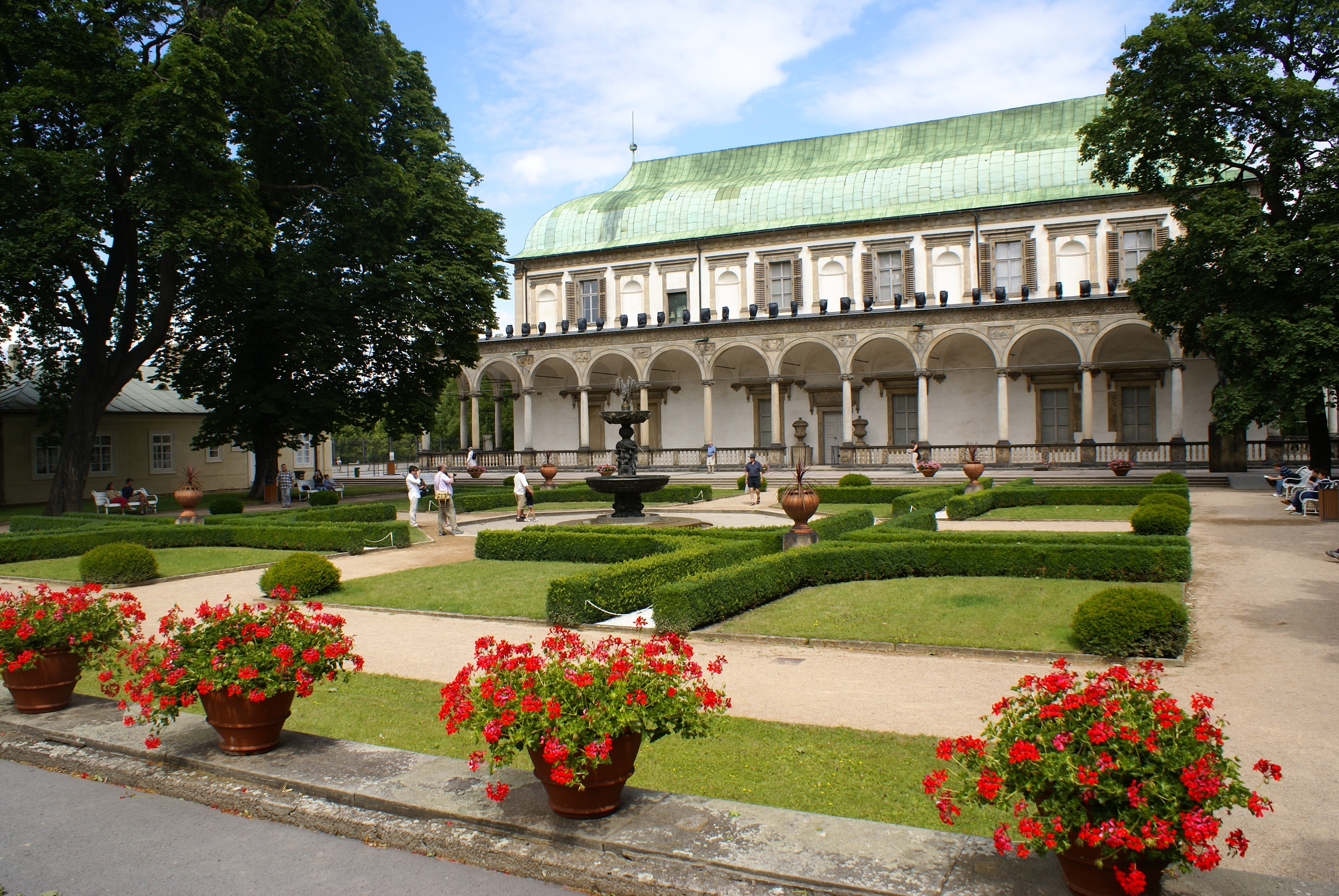
Renesanční Letohrádek královny Anny vystavěný v letech 1538–1565

Kromě mocenské opozice sílil v českých zemích také náboženský odpor vůči Habsburkům. Ferdinand při obsazování úřadů nejenže upřednostňoval katolíky, ale navíc potíral Jednotu bratrskou. Nadto se v českých zemích začalo významně šířit luteránství, čímž v Koruně české získával sympatie šmalkaldský spolek. Nespokojena byla také města, která se Ferdinand rovněž snažil zdanit. Navíc měšťané často ochotně přijímali nové reformační proudy.

#### Vyhrocení napětí: další neúspěch v Uhrách
Odpor vůči Ferdinandovi se vyhrotil po dalším neúspěchu v Uhrách. Roku 1538 sice král uzavřel ve Velkém Varadíně s Janem Zápolským mírovou smlouvu, podle které měly Uhry připadnout po Zápolského smrti Ferdinandovi. Zápolskému se však v roce 1540 narodil syn, který byl po jeho smrti ve stejném roce Zápolského rádci prohlášen za krále. Ferdinand podnítil uherskou šlechtu k povstání, avšak do celé věci se vložila Osmanská říše. Turci zničili celé Ferdinandovo vojsko a zřídili v Uhrách budínský pašalík, čímž definitivně Ferdinandovi vyhasla šance na získání Uher.
Nejen zcela neúspěšné Ferdinandovo tažení proti Turkům roku 1543, kterého se zúčastnila také česká hotovost, ale také opět zvýšené finanční nároky krále na obranu hranic nepřátelství vůči Ferdinandovi v Čechách jen zvětšilo. Na Moravě, ve Slezsku a v Lužici se král rovněž setkával s odporem, který pramenil spíše z náboženských než z mocenských důvodů.

### Stavovský odboj (1547)

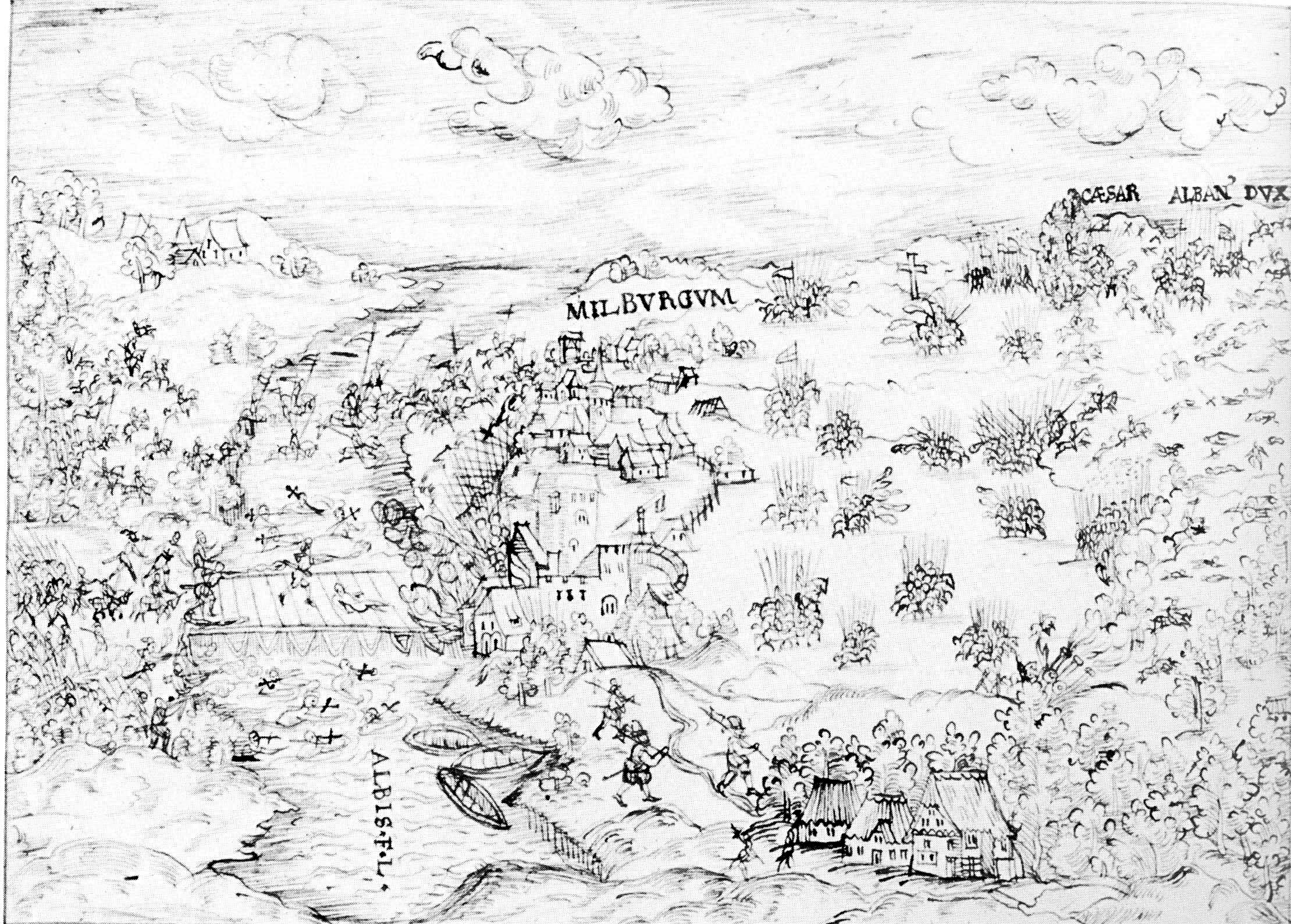
Stavovský odboj se odehrával na pozadí šmalkaldské války. Porážka Šmalkaldských v bitvě u Mühlberka vedla k rozkladu stavovského odboje.

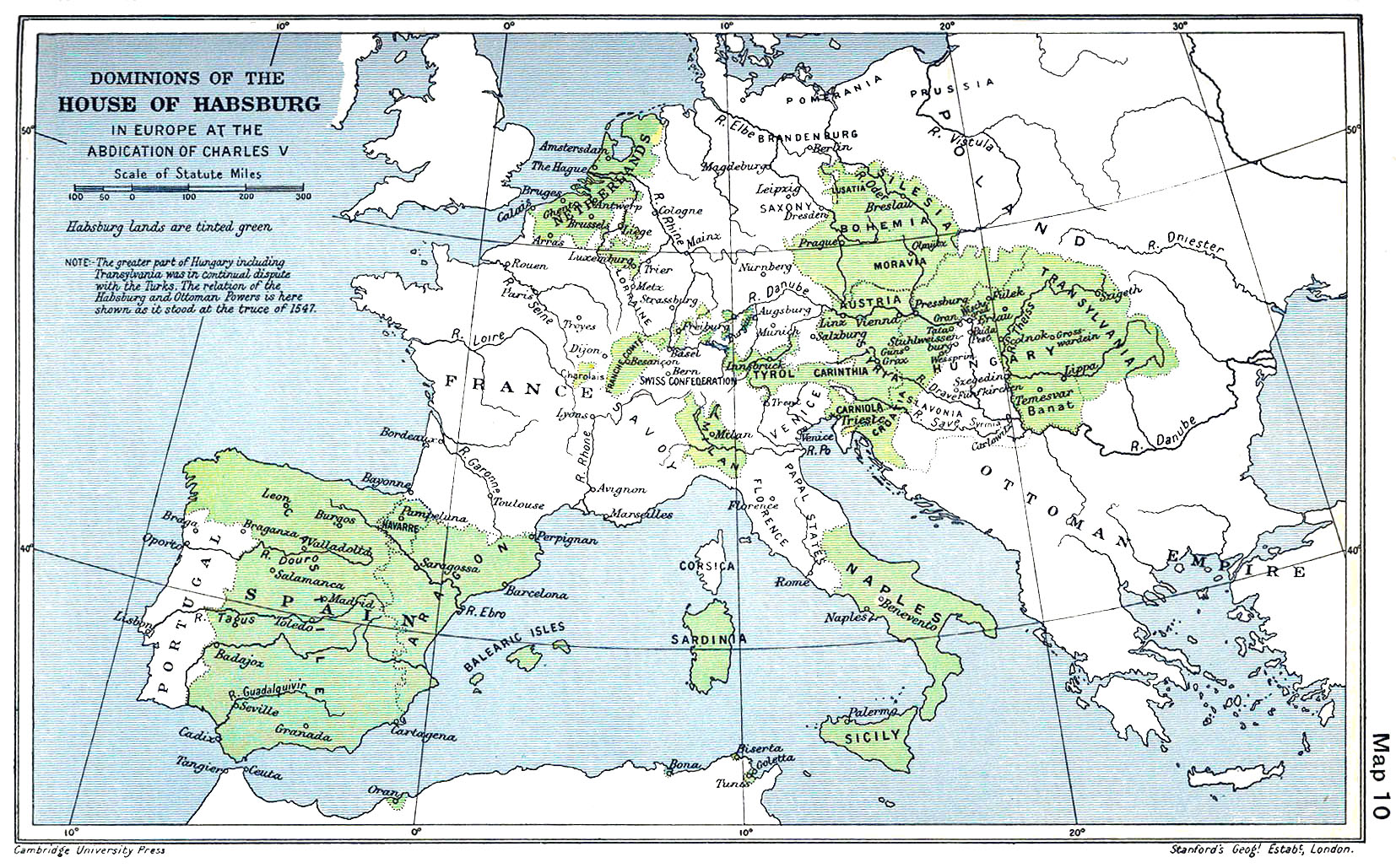
Habsburské země roku 1547, Ferdinanda I. vládl jejich středoevropské části

Když roku 1546 Habsburkové zahájili šmalkaldskou válku proti říšským protestantům a Ferdinand donutil české a moravské stavy povolat zemskou hotovost, poskytli mu stavové vojsko ke krátkému tažení do Saska jen velmi neochotně. Když pak král žádal stavy o válečnou pomoc podruhé, stavy mu nevyhověly. 10. ledna 1547 vtrhl saský kurfiřt Jan Fridrich I. do Dolní Lužice, a když Ferdinand bez porady se stavy povolal zemskou hotovost, stavy se vzepřely: Pražané a po jejich vzoru i další města odmítli vojsko poskytnout, šlechta žádala svolání sněmu, který by o svolání hotovosti jednal a stavy na Moravě a ve Slezsku odmítly vybírat daně. V Praze vznikl stavovský spolek, který měl odbojníky chránit před královskými represáliemi, a přes králův zákaz byl uspořádán zemský sněm.
Po porážce Šmalkaldských v bitvě u Mühlberka se stavovský odboj začal rozkládat. Ferdinand vydal generální pardon, který se netýkal jen původců povstání, a mnozí stavové se proto rychle začali předhánět v projevech loajality vůči králi. Poslední výspou odboje nakonec zůstala Praha, jejíž konšelé se však nakonec 8. července 1547 Ferdinandovi poddali.
Na města byl také nakonec uvalen největší díl viny za povstání, byla donucena odevzdat králi privilegia, musela zaplatit vysoké pokuty a podrobit se konfiskacím a zřízení královského dozoru je zbavilo významných politických svobod. Šlechta byla oproti tomu potrestána mnohem mírněji, takže její role ve stavech výrazně vzrostla. Stavovský odboj konečně vedl také k rozšíření obzoru politického myšlení, umenšení provincionalismu a zároveň zbrzdil Ferdinandovy centralizační a integrační snahy, které již musel provádět obezřetněji.

### Ferdinandova převaha (1547–1564)
Král nicméně využil nabyté převahy a prosadil, aby byl jeho syn Maxmilián roku 1549 přijat za budoucího českého krále a roku 1562 korunován. Výrazem nové oddanosti českému panovníkovi se stal také doprovod Maxmiliána roku 1551 při jeho cestě do Španělska. Ferdinand se rovněž snažil změnit poměr sil jednotlivých církví. Zejména se snažil potlačit Jednotu bratrskou a naopak prosazovat katolické instituce – roku 1556 uvedl do českých zemí jezuity a roku 1561 byl Antonínem Brusem z Mohelnice po více než sto letech znovu obsazen stolec pražského arcibiskupství. Ferdinandova pozice byla nakonec natolik silná, že roku 1562 vrátil městům zpět jejich privilegia.
Dříve než Ferdinand roku 1564 zemřel, stačil vládu v rakouských zemích rozdělit mezi své tři syny, české země získal Maxmilián II.

## Socioekonomické poměry

### Hospodářství

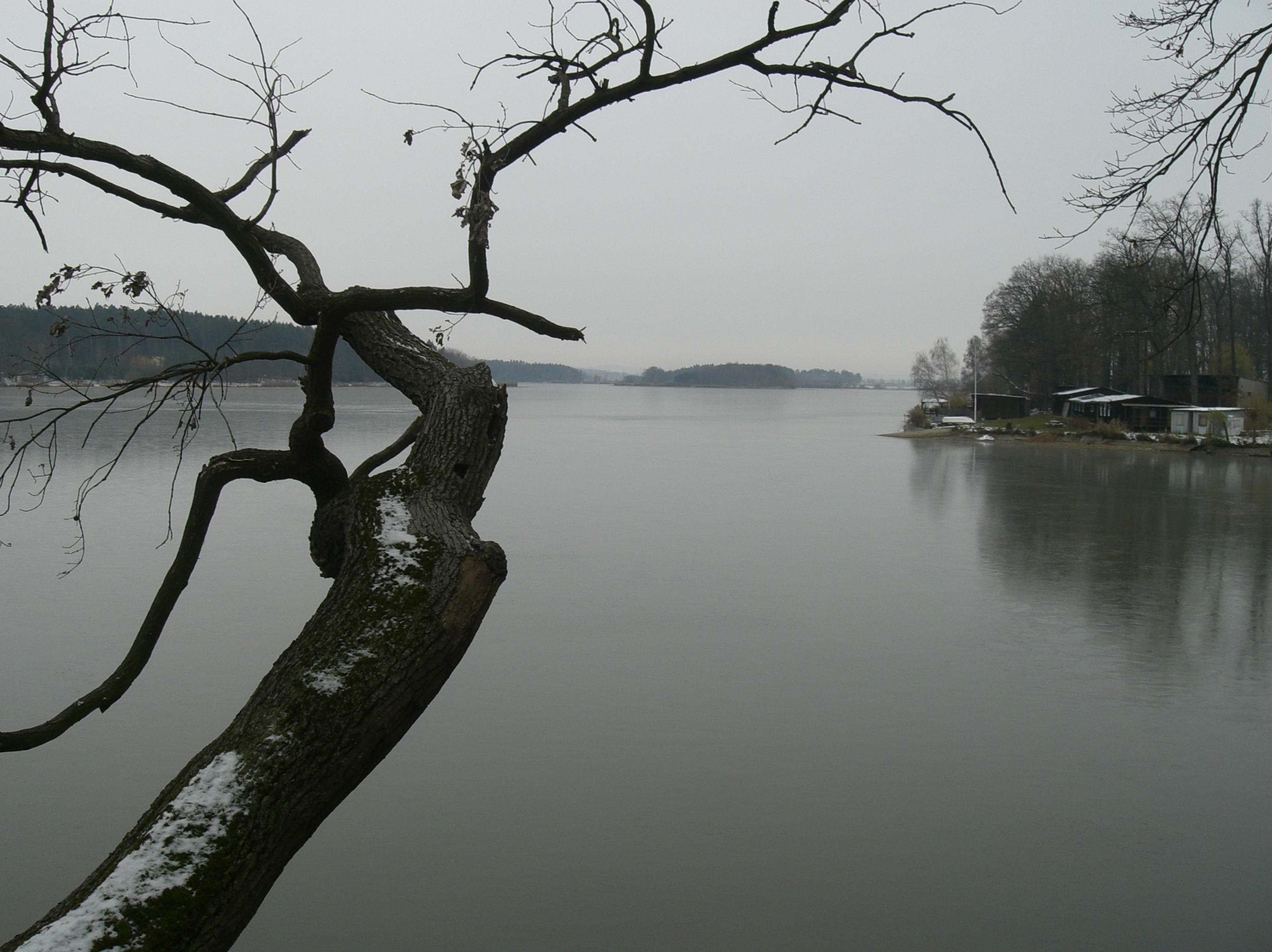
Rybník Bezdrev na jihočeském panství Pernštejnů

V době vlády Ferdinanda I. stály české země stejně jako v předchozích obdobích mimo hlavní obchodní stezky. Hospodářství Koruny české se orientovalo především na export levného sukna a cínu zejména do Polska, Uher a Sedmihradska. Stejně jako v ostatních evropských zemích probíhala v zemědělství i v českých zemích specializace jednotlivých regionů na produkci určitých komodit (jižní Čechy se orientovaly na rybníkářství, východní Morava zas na produkci ovoce).
Střediskem řemeslnické produkce byla města, jejíž výrobky však byly určeny téměř výhradně pro místní trhy. Hlavní slovo v řemeslech měly cechy, které však v tomto období sehrávaly spíše negativní konzervativní roli, neboť bránily inovaci technologických postupů, a manufaktury se tudíž mohly rozvíjet jen v těch odvětvích, které nepodléhaly kontrole cechů (těžba kovů, mincovnictví). Konkurence lepších dovážených výrobků proto řemeslníkům přinášela značné problémy, které pak byly ještě více prohlubovány královou snahou města co možná nejvíce zdanit. Na druhou stranu bylo řemeslnictvo zastoupené cechy nejaktivnější složkou měšťanstva.

### Obyvatelstvo
Nejširší vrstvou společnosti byli poddaní. Díky hospodářskému vzestupu venkova docházelo k sociální diferenciaci, takže se mezi vesničany utvořila vrstva zámožnějších, kteří se svým způsobem života snažili přiblížit měšťanům, kteří však tento jev nelibě nesli a zakazovali vesničanům nosit luxusní oděvy. Poddaní nicméně stále nesli veškerou tíhu daní, kterou odváděla šlechta králi, a vrstva bezzemků byla odkázána na sezónní práce na vesnici i ve městech či na službu v žoldnéřském vojsku.
Pro mnohé šlechtice byly velkostatky již nedostačujícím zdrojem obživy, a tak hledali živobytí v byrokracii, vojsku či církevní kariéře. Šlechta se navíc začala svou hospodářskou aktivitou přibližovat aktivitě měst, čímž vznikala rivalita mezi městy a šlechtou. Měšťané se zas snažili získat politickou moc, což jim přinášelo také nepřátelství krále, které se výrazně projevilo při trestání stavovského odboje.
Většina obyvatel fyzicky strádala. Strava byla nedostatečná a lidé trpěli trvalou podvýživou. Celodenní práce neposkytovala místo volnému času a mnozí řešili své problémy alkoholem. Tyto podmínky způsobovaly, že přírůstek obyvatelstva byl jen velmi pozvolný. Nejvíce obyvatelstva přibývalo v hornických oblastech Krušnohoří a na Moravu přicházeli novokřtěnci. Obě tyto skupiny byly německy mluvící, česko-německé spory však nebyly příliš časté.
Zvláštní skupinu obyvatelstva tvořili židé, kteří se živili většinou lichvou či pokoutním obchodem. Židé byli konkurencí zejména pro měšťany, kteří (mnohdy úspěšně) žádali jejich vypovězení z města. Šlechta naopak z hospodářských důvodů židy chránila. Nakonec se však pražským měšťanům podařilo využít požáru Hradčan a Malé Strany k vypovězení židů z českých zemí, když vinu za požár svedli na židy, které navíc obvinili z vyzvědačství ve prospěch Turků, se kterými právě probíhal válečný konflikt. Velký význam židů pro ekonomiku země však při jejich vyhnání nebyl domyšlen, a tak když byla moc měst po stavovském odboji zlomeny, byl židům povolen návrat. Židé byli ostatně vyhnáni pouze z území Čech, neboť v ostatních zemích šlechta rozhodnutí o vypovězení nerespektovala.

### Měšťansko-šlechtická opozice
Habsburkové prosazovali ve své politice dva základní prvky: jednotnou monarchii se silnou úřední mocí a jedině katolické vyznání.[zdroj?] Většina obyvatel České země se však hlásila k husitství, luteránství a k jednotě bratrské.
Panovník zřídil ústřední dvorské úřady ve Vídni a obsadil je svými věrnými stoupenci. Městům omezoval privilegia a vyžadoval příliš vysoké daně. Proto v letech 1546–1547 došlo k rozporu mezi šlechtou a panovníkem. Ve Svaté říši římské v té době probíhala válka mezi katolíky a luterány. Císař proto požádal bratra Ferdinanda I. o pomoc. Ten bez souhlasu zemského sněmu svolal zemskou hotovost k tažení za hranice země. Čeští šlechtici ale vypověděli králi poslušnost a vytvořila se měšťansko-šlechtická opozice. Ferdinand I. využil příhodné situace k potrestání české země a odebral městům všechna politická práva. Města byla potrestána také vojensky. Musela odevzdat všechny střelné zbraně a zbourat hradby. Zatížil je neúnosnými daněmi a zbavil veškerého pozemkového majetku. Podobně jako Karel V. ve Španělsku také Ferdinand I. v českých zemích na dlouhou dobu zadusil rozvoj měst.[zdroj?]
Tento zákrok využil také vůči nekatolíkům. Zakázal jednotu bratrskou.[zdroj?] Do země povolal jezuity, kteří založili jezuitskou kolej Klementinum. Bylo rovněž obnoveno pražské arcibiskupství, které bylo od husitských dob neobsazeno.
Roku 1556 se Karel V. vzdal císařské koruny ve prospěch svého mladšího bratra Ferdinanda I. Korunu španělskou předal svému synovi Filipu II. Tak se v Evropě vytvořily dvě habsburské větve: rakouská ve střední Evropě a španělská.

## Náboženské poměry

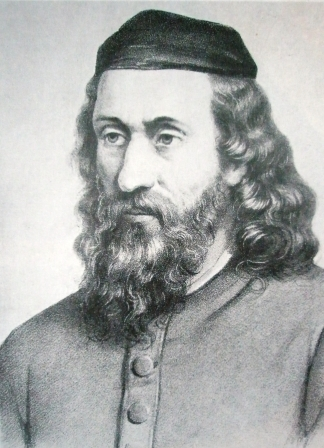
Do českých zemí se šířilo luteránství, které ovlivňovala utrakvistickou konfesi i Jednotu bratrskou (biskup Jednoty Jan Roh)

Již několik let před nástupem Ferdinanda Habsburského se z německých zemí do českých šířilo luteránství, jako takové se však rozšířilo v podstatě jen ve Slezsku a Lužicích. V Čechách sice uspělo jen u malé části obyvatel (většinou u měšťanů a lidových vrstev), zároveň však mělo velký vliv na dění uvnitř utrakvistické konfese.
Při Ferdinandově nástupu již utrakvismus sotva připomínal revoluční husitství. Kališníci byli pod kontrolou stavů, kteří dosazovali členy konzistoře, navíc se potýkali s nedostatkem kněžského dorostu a poklesem náboženského cítění. Lutherovy myšlenky proto na mnohé utrakvisty zapůsobily, čímž však vznikly spory mezi zastánci tradičního utrakvismu (tzv. staroutrakvismus), ve kterém probíhaly snahy o sjednocení s katolickou církví, a sympatizanty s luterstvím (tzv. novoutrakvismus). Na přelomu 30. a 40 let nakonec získali v konzistoři navrch novoutrakvisté (Václav Mitmánek), kteří si kladli za cíl vytvořit samostatnou zemskou církev, čímž by však vznikla vedle stavů další instituce, která by stála v opozici vůči katolickému králi.
Snaha utrakvistů však vyšla naprázdno, neboť Ferdinand nehodlal požadavky novoutrakvistů přijmout a Mitmánka vypověděl ze země. Když král roku 1547 porazil stavovský odboj, sám se svolením stavů jmenoval roku 1554 členy konzistoře, ačkoli doposud to byla výsada stavů. Když stejný krok provedl znovu roku 1562, stavy protestovaly, jejich právo však bylo pouze zvykové a nebylo kodifikováno, takže králi své právo na volbu členů konzistoře nemohly nijak dokázat. Král tak pozvolna nabýval v konzistoři vlivu a podporoval snahy o splynutí utrakvistů s katolíky.

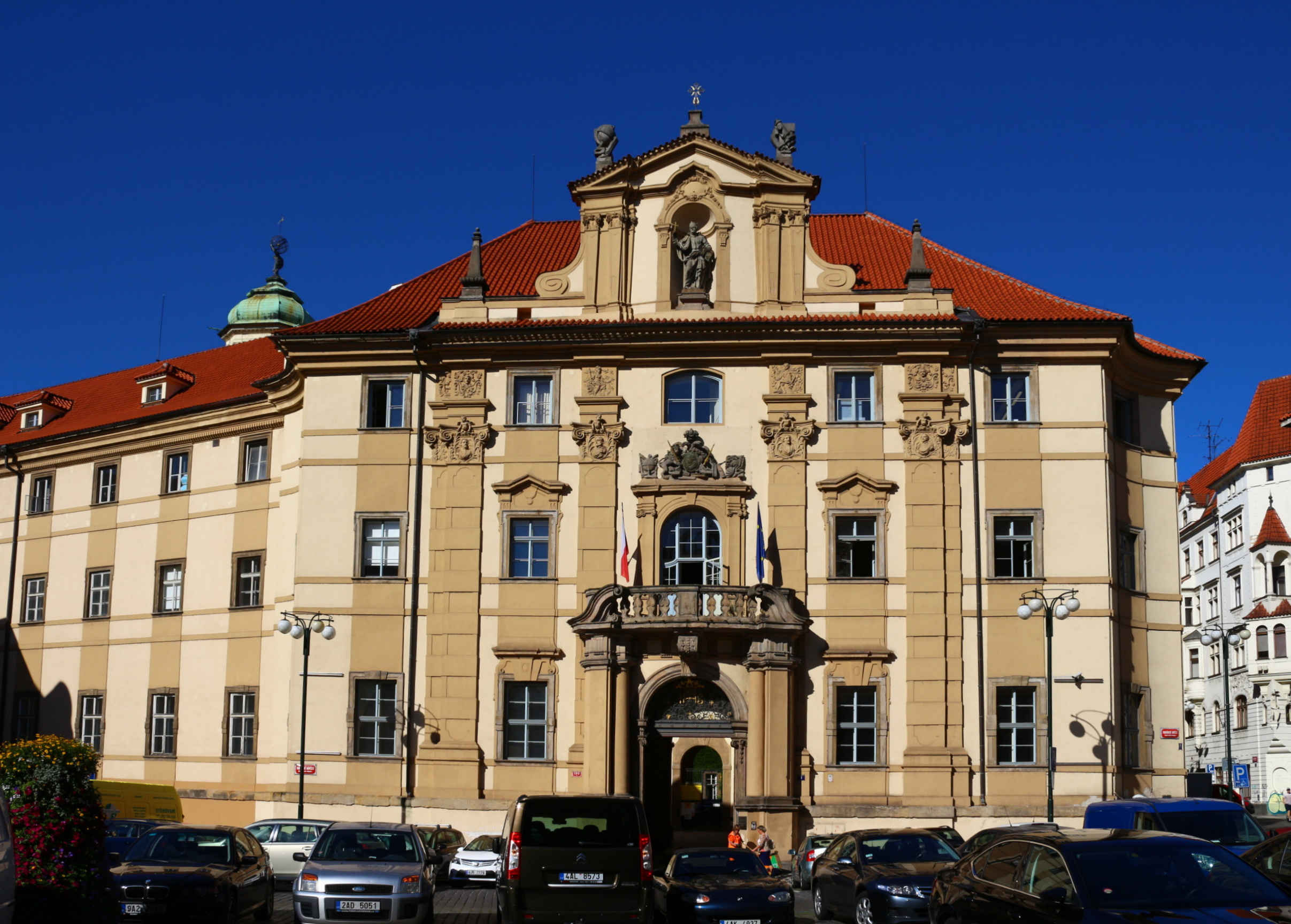
Ferdinand se snažil obnovit katolickou církev v českých zemích mj. uvedením jezuitů do českých zemí (Klementinum, budova postavená v letech 1653–1722)

Lidé zklamaní neúspěšným pokusem o obrodu utrakvismu proto obrátili své sympatie k Jednotě bratrské. Také na ni mělo luteránství vliv, avšak sympatizanti s Lutherem měli možnost se projevit až po smrti konzervativního biskupa Lukáše Pražského. Jeho nástupci Jan Roh a Jan Augusta prosazovali větší otevřenost Jednoty a snažili se uplatnit větší vliv v politice, proto Jednota přijala do svých řad dvacet šlechticů. Přijímání luterských myšlenek (například přijetí zásady sola fide) ovšem způsobilo dogmatickou rozkolísanost Jednoty. Bratři však byli králi trnem v oku, navíc se aktivně zapojili do odboje roku 1547, takže po porážce tohoto povstání se luteránům docela snadno podařilo svalit vinu za povstání na Jednotu. Ferdinand proto ještě téhož roku obnovil Svatojakubský mandát, který nutil Bratry k vystěhování. Bratři většinou odcházeli na Moravu, kde proběhla duchovní obroda tohoto náboženského hnutí.

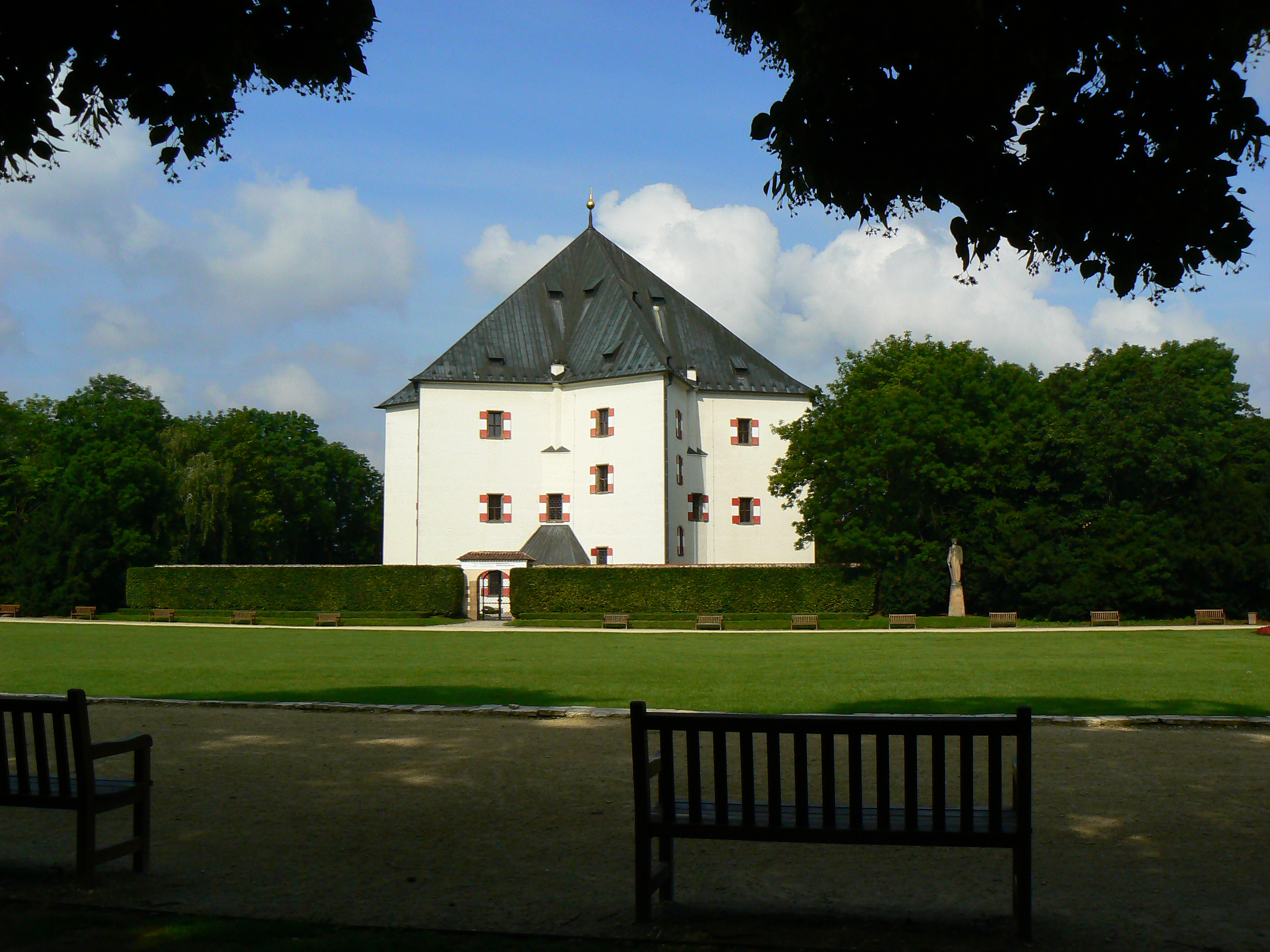
Renesanční letohrádek Hvězda

Na Moravu přicházeli také novokřtěnci, vyhnaní ze Švýcarska, jižního Německa a Tyrol. Šlechta si pracovitosti a zručnosti této náboženské skupiny považovala, takže když král prosazoval rovněž jejich perzekuci, byly stavy k jejich vyhnání velmi liknavé.
Ferdinand se krom potlačení reformace snažil také o obnovu katolické církve. Za jeho vlády přišli do českých zemí jezuité, vrátily se některé starší řády a konečně roku 1561 byl po více než stu letech znovu obsazen stolec pražského arcibiskupa.

### Oslabení protireformačních sil
České země si své pozice opět posílily až za vlády Ferdinandova syna Maxmiliána II. Roku 1575 přijel Maxmilián II. do Prahy, aby ještě za svého života stanovil svým nástupcem svého syna Rudolfa II. Zároveň požádal zemský sněm o vypsání mimořádné daně na válku proti Turkům. Stavové byli ochotni tuto daň potvrdit, ale žádali za to tzv. Českou konfesi – společné vyznání víry všech evangelíků. Maxmilián ji potvrdil, ale jen ústně.
Největšího úspěchu dosáhly české země za vlády Rudolfa II. Ten roku 1583 přemístil své sídlo do Prahy a učinil ji tak sídelním městem císaře. Když proti Rudolfovi vystoupil jeho bratr Matyáš, který se snažil získat trůn, postavili se čeští šlechtici na stranu Rudolfa II. Za tento krok získali roku 1609 Majestát, který umožňoval svobodu vyznání i poddaným.

## Kultura
Do českých zemí pronikal z Itálie humanismus a jeho nositelem bylo v českých zemích zejména měšťanstvo. Díky knihtisku se mohla rozvíjet vzdělanost, avšak až do poloviny 16. století zcela postačovalo průměrné vzdělání pro ekonomickou činnost ve městech. Teprve v 2. polovině 16. století došlo k růstu potřeby univerzitně vzdělaných lidí a rozvoji renesance (do značné míry díky iniciativě šlechty), jejímiž představiteli byli např. Jan Blahoslav, Jiří Melantrich z Aventina, Daniel Adam z Veleslavína či Tadeáš Hájek z Hájku.
Ve výtvarném umění se projevoval přechod mezi gotikou a renesancí. Renesance byla záležitostí nejvyšších vrstev společnosti. Velkým podnětem se pro šlechtu stala její výprava do Janova, avšak k největšímu rozvoji renesanční kultury přispíval král, který nechal v Praze vybudovat např. letohrádek Hvězda či Letohrádek královny Anny, a později místodržitel Ferdinand Tyrolský.